# Pfungstadt
Pfungstadt település Németországban, Hessen tartományban. Lakosainak száma 25 299 fő (2023. december 31.). Pfungstadt Griesheim, Darmstadt, Seeheim-Jugenheim, Bickenbach (Bergstraße), Gernsheim és Riedstadt községekkel határos.

## Népesség
A település népességének változása:
| Lakosok száma | 25 020 | 25 151 | 24 885 | 25 231 | 25 299 |
|               | 2017   | 2019   | 2021   | 2022   | 2023   |

## Testvérvárosai
Hévíz, Magyarország